# 4135 Svetlanov
4135 Svetlanov је астероид главног астероидног појаса са средњом удаљеношћу од Сунца која износи 2,791 астрономских јединица (АЈ).
Апсолутна магнитуда астероида је 12,1.